# Rhaconotus nadezhdae
Rhaconotus nadezhdae is een insect dat behoort tot de orde vliesvleugeligen (Hymenoptera) en de familie van de schildwespen (Braconidae). De wetenschappelijke naam van de soort werd voor het eerst geldig gepubliceerd door Tobias & Belokobylskij in 1981.